# Anne Jenkin
Anne Caroline Jenkin, baronne Jenkin de Kennington (née le 8 décembre 1955) est membre conservateur de la Chambre des lords.

## Jeunesse
Jenkin est née Anne Caroline Strutt le 8 décembre 1955, fille de Charles Strutt et Jean Davidson. Son père est le fils du physicien Robert Strutt (4e baron Rayleigh) et de sa première épouse, Hilda Clements. Sa mère est la fille de l'homme politique conservateur John Colin Davidson et de Frances Davidson.

## Carrière politique
Jenkin se présente pour Glasgow Provan aux élections générales de 1987. En 2005, elle cofonde Women2Win avec Theresa May, une campagne visant à augmenter le nombre de femmes députées conservatrices. Elle en est actuellement la coprésidente avec Mark Harper.
Elle cofonde les Amis conservateurs du développement international en 2011.
Elle est créée pair à vie le 26 janvier 2011 en tant que baronne Jenkin de Kennington, de Hatfield Peverel dans le comté d'Essex. Elle est présentée à la Chambre des lords le 27 janvier 2011, où elle siège sur les bancs conservateurs.
En 2013, elle se prononce en faveur de l'égalité du mariage,.
En 2014, elle est membre de l'APPG sur la pauvreté alimentaire et la faim lorsqu'il coproduit un rapport sur la pauvreté alimentaire avec l'organisation caritative Feeding Britain. L'une des conclusions du rapport est que 4 millions de personnes au Royaume-Uni luttent pour se nourrir.
Jenkin est administratrice du programme d'action Waste &amp; Resources, Cool Earth et Feeding Britain. Elle est auparavant administratrice de l'UNICEF UK.
En 2016, Jenkin devient chancelière fondatrice du Writtle University College, après avoir obtenu le statut de collège universitaire. Le collège est situé dans l'Essex et se spécialise dans les cours d'agriculture et d'horticulture.
En 2017, Jenkin préside le groupe de travail du Center for Social Justice Off the Scales sur l'obésité infantile en Angleterre.

## Vie privée
Depuis 1988, elle est mariée au député conservateur Bernard Jenkin, dont le père est le pair à vie conservateur Patrick Jenkin. Jenkin et son mari ont deux fils.